# Johannsenomyia grahami
Johannsenomyia grahami är en tvåvingeart som först beskrevs av Ingram och John William Scott Macfie 1923.  Johannsenomyia grahami ingår i släktet Johannsenomyia och familjen svidknott.
Artens utbredningsområde är Nigeria. Inga underarter finns listade i Catalogue of Life.